# Tokyo Electric Power Company
Tokyo Electric Power Company (TEPCO) este o companie furnizoare de curent electric din Japonia.
Este cea mai mare companie de utilități din această țară.
La data de 15 martie 2011, centrala nuclear-electrică de la Fukushima a fost afectată de un tsunami, ducând la unul dintre cele mai mari dezastre nucleare din lume.